# Peč, Grosuplje
Peč je naselje v Občini Grosuplje.